# Sunbury (Carolina del Norte)
Sunbury es un lugar designado por el censo ubicado en el condado de Gates en el estado estadounidense de Carolina del Norte. La localidad en el año 2010, tenía una población de 289 habitantes.

## Geografía
Sunbury se encuentra ubicado en las coordenadas 36°26′33.08″N 76°36′41.11″O / 36.4425222, -76.6114194. 